# FreeJazzArt: Sessions for Bill Dixon
FreeJazzArt: Sessions for Bill Dixon ist ein Jazzalbum von Jacques Coursil und Alan Silva. Die am 22. und 23. November 2012 in den Studios La Muse en Circuit in Alfortville entstandenen Aufnahmen erschienen 2014 auf RogueArt. Es war die letzte musikalische Veröffentlichung Coursils zu Lebzeiten; der Trompeter starb im Juni 2020.

## Hintergrund
Coursil und Silva, die aus derselben Generation stammen, waren beide am Aufkommen des Free Jazz an der Ostküste der Vereinigten Staaten beteiligt. Sie trafen sich zu einer Duo-Session, um dem 2010 verstorbenen Trompeter und Komponisten Bill Dixon Tribut zu zollen, der ebenfalls an dieser entstehenden Bewegung teilgenommen hatte. Coursil hatte in den sechziger Jahren an Dixions Sessions (New York, Lower East Side 1965-1969) mitgewirkt, als er gerade nach seinem Studium in Frankreich in die USA gekommen war. Coursil studierte Mitte der 1960er Jahre bei Dixon und trat in den Trompeterstücken für das Orchestra of the University of the Streets auf. Silva wiederum arbeitete mit Dixon in undokumentierten Duosesions und dann bei 1980/81 in Italien entstandenen Aufnahmen für das Soul-Note-Label. FreeJazzArt: Sessions for Bill Dixon ist eine Reihe von Suiten, die vom Trompeter Jacques Coursil komponiert wurden und ihn im Duett mit dem Bassisten Alan Silva zeigen.

## Titelliste

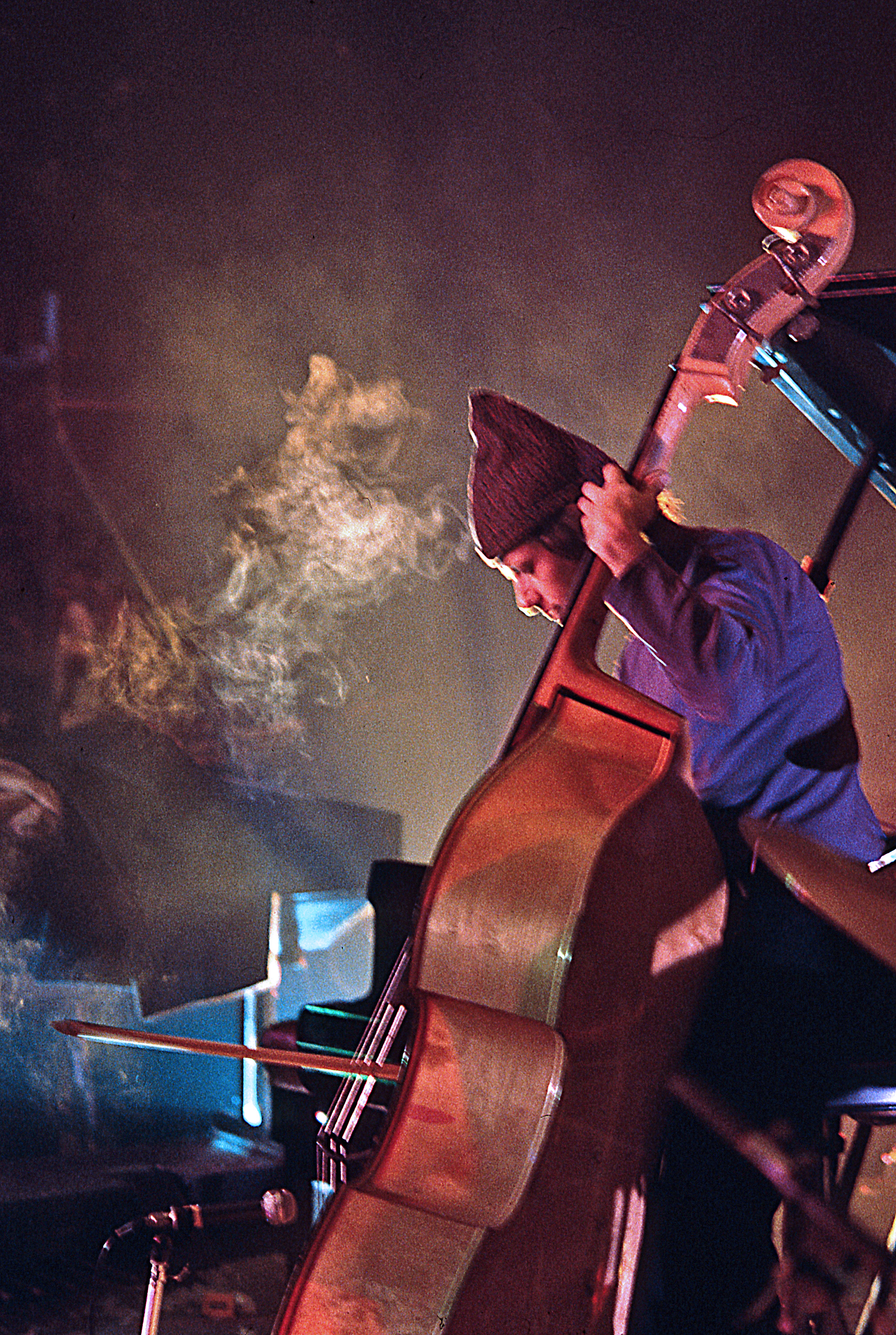
Alan Silva 1969

- Jacques Coursil with Alan Silva: FreeJazzArt: Sessions for Bill Dixon (RogueArt Rog-0052)[4]
  - An Evening and a Night at the Annex Bar \t(16:12)
    - 1 \tPart 1 \t3:14
    - 2 \tPart 2 \t3:51
    - 3 \tPart 3 \t2:25
    - 4 \tPart 4 \t4:01
    - 5 \tPart 5 \t2:51

  - \tBrooklyn Bridge, the River, the Metal and the Wind (14:06)
    - 6 \tPart 1 \t3:05
    - 7 \tPart 2 \t3:08
    - 8 \tPart 13 \t2:51
    - 9 \tPart 4 \t2:21
    - 10 \tPart 5 \t2:41

  - \tBennington-New York, Round Trip (12:51)
    - 11 \tPart 1 \t2:04
    - 12 \tPart 2 \t2:26
    - 13 \tPart 3 \t1:30
    - 14 \tPart 4 \t2:47
    - 15 \tPart 5 \t3:57
- Alle Kompositionen stammen von Jacques Coursil.

## Rezeption
Nach Ansicht von Olivier Marichalar, der das Album in Citizen Jazz rezensierte, sind es auf diesem Album die Schüler, die symbolisch die Sessions übernehmen. Silva biete neben seinen schillernden Bässen und Höhen, insbesondere seine unverwechselbare Bogentechnik, wohingegen Coursils Spiel zurückhaltender wirke – Töne werden gehalten oder abgewechselt, es finden subtile Modulationen des Atems statt. Spielweisen, die eine Klangforschung widerspiegeln, zu denen der Autor Coursil zitiert: „Um mit Bill Dixon ein Trompetenduo zu spielen, musste man die richtige Klangfarbe finden, ein wenig dunkel, vage hart, verinnerlicht, ohne Ästhetik, ohne Pathos, ohne Vibrato“. Diese neuen Sessions stellen den rohen Charakter der [früheren] Begegnungen wieder her – wie die mit Bill Dixon –, die viel später als entscheidend [für die Jazzgeschichte] bestätigt werden sollten.
In Point of Departure notierte Clifford Allen, obgleich er immer sparsam spiele, sei Coursils Ansatz (im Vergleich zu seinen frühen Aufnahmen der späten 1960er Jahre) jetzt viel pointillistischer. In seinen komprimierten Läufen verwende er einen sehr engen Notenbereich, der die Zellen der Musik bilde, und spreize sich gelegentlich in atemberaubende Ausblicke, die die gespannte Dichte der Themen widerspiegeln. Silva hingegen sei immer noch ein robustes Gegenstück zu Coursils schwimmenden Pfeilen, der geschickt an einer Reihe von weichen Unterstreichungen und malerischen Seiten arbeitete.
Sowohl Dixon als auch Coursil hätten einen Großteil ihrer Musik auf den Bass konzentriert, schrieb Allen weiter (daher war Beb Guérin 1969 der Bassist der Wahl bei Coursils Alben Way Ahead und The Black Suite). Für zwei Spieler, die diese Faszination gut kannten und tatsächlich direkt damit verbunden waren, sei FreeJazzArt eine angemessene Hommage, obwohl man gehofft hätte, dass die Musik von allem abweicht, was in den vergangenen Jahrzehnten möglich war. „In Bezug auf den Ton hat Coursil eine ganze Menge Dixon in sich, zumindest in den kratzigeren Passagen, aber es gibt eine andere Art von Klarheit, da seine durchdringende, ockerfarbene Zentralität die einer einzigartigen Stimme ist. Die Art und Weise, wie eine begrenzte Auswahl an Farben verwendet werden kann, um etwas mit dieser Weite und Pracht zu erschaffen, ist eine Lehre, die nicht häufig eingehalten wird, und die hier geschaffene Welt ist sowohl reduziert als auch mikrokosmisch.“ Sicherlich ist die geschaffene Skulptur zum Teil Dixonianisch, resümiert Allen, aber beim Aufbau einer eigenen konzentrierten Umgebung sei diese Musik ein ausgesprochen kraftvolles Kunstwerk, für das das Konzept eines „Tributs“ jedoch ungenau sei.